# Сглобяема къща
Сглобяемите къщи са тип сгради, за чието построяване се използват предварително изработени модули, които се сглобяват на мястото на строежа.

## Характеристика
Сглобяемите къщи се изграждат по технология за сухо строителство. В различните страни в зависимост от географските, климатичните особености (включително особеностите на релефа) и целевото им предназначение са възприети различни конструктивни подходи:
- конструкция с „конструктивни термопанели“ /американска/
- скелетно-гредови конструкции /американски/
- панелно-модулни конструкции /австрийски, немски/
- конструкции с дървени трупи /руско-финландски /

По технологията за сухо строителство се изграждат от леки сезонни постройки, производствени сгради и търговски обекти до ниско енергийни сглобяеми къщи и високо-технологични пасивни къщи. Ниско-енергийните сглобяеми къщи и пасивните къщи са устойчиви конструкции и не могат да бъдат демонтирани и премествани. Това позволява те да бъдат завеждани със статут на монолитни постройки, съответно и да бъдат застраховани като такива.
Материалите, които се използват за изграждането на сглобяеми сгради, зависят от целевото им предназначение и възприетата технология, като най-често използваният е дърво. Ето защо другите имена, с които се срещат са „дървени къщи“ и „дървени сглобяеми къщи“. Среща се и названието къщи „Лего“.

## Предимства
Предимствата на сглобяемото строителство са изявени най-вече при жилищните сгради – едноетажни или двуетажни:
- няма ограничения за предпочитания архитектурен стил;
- отлична топло и шумоизолация – ниски разходи за текущи консумативи;
- лекота и здравина конструкцията – приложима за различни терени;
- по-голяма квадратура поради по-тънките стени, без да се нарушават останалите качества на материалите;
- по-добра земетръсоустойчивост на конструкцията и безопасност;
- кратко време за изграждане;
- естествени материали – уютна среда и комфорт;
- значително по-нисък инвестиционен риск;

Финансово изгодни – ниско-енергийните сглобяеми къщи осигуряват качество на живот, което при монолитното жилище се постига със значително повече средства.

## Технологии

### Панелна конструкция чрез SIP панели
Това е една от най-старите технологии, която датира от края на Втората световна война. Тогава е имало нужда от бързо построяване на къщи, дори и с ниско качество. Така се е дал старта на сглобяемите къщи. Тъй като доста фирми използват тази технология, ще спомена някои от предимствата и недостатъците:
Предимства:
- бърз строеж
- по-ниска цена
- лекота при построяване на къщата

Недостатъци
- ниска стабилност и губена на такава с времето
- нискокачествена изолация – тя бързо губи свойствата, а първоначалните характеристики са далеч по-ниски от тези на каменната вата
- отделяне на вредни вещества в къщата – SIP панелите има вредни смоли и лепила които се отделят през целия експлоатационен срок
- има проблем с гризачи, особено ако панелите не са защитени правилно. При попадане на гризач в тях, изолацията бързо може да бъде унищожена
- изградената къща не е със свойствата на нискоенергийните

### Скелетно – гредовата технология
Това е по-новата и усъвършенствана технология. Ако сте избрали вашия нов дом да е сглобяеми къща е добре да намерите фирма, която извършва такъв монтаж. Нека да споменем предимствата и недостатъците
Предимства:
- високи нива на термоизолация
- получаване на истинска нискоенергийна къща
- стените не поемат никаква тежест. Тежестта се поема единствено от конструкцията, което води до увеличен живот на къщата
- стабилност при странични въздействия. Това се постига с поставяне на хоризонтални греди между вертикалните. При SIP технологията липсват такива
- липсва отделяне на вредни вещества в къщата

Недостатъци
- по-завишена цена поради качествените материали
- по-голям период за построяване

## Документация
Сглобяемите къщи се съпътстват от всички необходими проекти, сертификати и документи за издаване на разрешение за строеж и узаконяване на сградата. Такова разрешение за строеж и определяне на строителна линия върху терена от местната управа е необходимо, както е задължителна и проверката на правомощията на производителя и точното спазване при строителството на утвърдения строителен проект.
Строителството на една сглобяема къща не може да започне преди да са налице нужните документи. Освен разрешение за строеж от местната управа и пожарна, нужно е да разполагате и с протокол образец 16 за удостоверяване годността за ползване на строежа. Този протокол се съставя само и единствено от Държавната приемателна комисия съгласно Наредба номер 3 от 2003 година